# Dirk Westphal
Dirk Westphal (ur. 31 stycznia 1986 w Berlinie) – niemiecki siatkarz, grający na pozycji przyjmującego. Reprezentant Niemiec.
Jest wychowankiem TSC Berlin. W latach 2013–2015 występował w polskiej PlusLidze, w drużynie Czarnych Radom.
W kadrze narodowej rozegrał dotychczas 79 meczów. W 2009 ze swoją drużyną został zwycięzcą Ligi Europejskiej. W 2014 z niemieckim zespołem wywalczył brązowy medal Mistrzostw Świata, rozgrywanych w Polsce. Był to pierwszy „krążek” w tym turnieju w historii reprezentacji Niemiec po upadku Muru Berlińskiego.

## Życie prywatne
Urodził się 31 stycznia 1986 w Berlinie jako syn Rolfa Westphala i Petry z domu Brandwein. Matka również uprawiała siatkówkę i grała w reprezentacji narodowej. Dirk Westphal dorastał w Prenzlauer Berg, jednej z berlińskich dzielnic. Tam uczęszczał do szkoły podstawowej. W 1996 przeniósł się do elitarnej szkoły sportowej – Coubertin-Gymnasium w Berlinie, w której w 2006 otrzymał świadectwo maturalne. Następnie ukończył służbę wojskową w koszarach w Nienburg (Weser) i w grupie sportowej Bundeswehry w berlińskim Mitte.
Jest kawalerem, ma jedno dziecko.

## Kariera klubowa

### Droga do zawodowej siatkówki
Dirk Westphal rozpoczął karierę w rodzimym mieście w TSC Berlin. W berlińskim klubie przeszedł przez wszystkie kategorie wiekowe, odnosząc wiele sukcesów w młodzieżowych rozgrywkach krajowych. W 2002 przeniósł się do VC Olympia. Grając w nowym klubie został powołany do reprezentacji Niemiec w kategorii juniorów. Wtedy odniósł swoje pierwsze sukcesy na arenie międzynarodowej. Do jego największych osiągnięć należał brązowy medal Mistrzostw Europy Juniorów 2004 w Zagrzebiu. W 2005 z drużyną narodową zajął 9. miejsce na Mistrzostwach Świata Juniorów, a także 5. pozycję na Uniwersjadzie 2007 w Bangkoku.

### SCC Berlin
W 2005 został zawodnikiem zespołu SCC Berlin występującym 1. Bundeslidze. Z klubem, w którym rozpoczął zawodową karierę, wielokrotnie dochodził do półfinałów rozgrywek o mistrzostwo kraju. W sezonie 2007/08 wywalczył z nim wicemistrzostwo Niemiec.
W 2009 postanowił przenieść się do jednej z najsilniejszych lig – Serie A i podpisał kontrakt z Prisma Taranto. Jak sam podkreślił, powodem decyzji nie były względy finansowe, a chęć zmian w życiu i dalszego rozwoju siatkarskiego rzemiosła.
W sezonie 2010/11 w drużynie Feniche Volley Isernia. W 2011 przeniósł się do belgijskiego VC Euphony Asse-Lennik, a rok później do ich ligowych rywali – Knack Roeselare, z którym w 2013 wywalczył tytuł mistrza Belgii i puchar krajowy.

### Czarni Radom

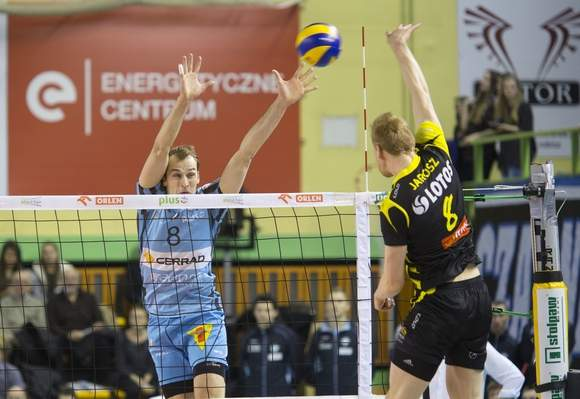
Dirk Westphal blokujący atak Jakuba Jarosza

W sezonie 2013/14 Westphal dołączył do beniaminka PlusLigi, zespołu Czarnych Radom. W 3. kolejce ligowej jego zespół odniósł pierwsze zwycięstwo, pokonując w Bydgoszczy miejscowy Transfer 3:1. Sam Westphal został uznany za najbardziej wartościowy zawodnik meczu. Pokonując najsilniejsze drużyny za 3 punkty zarówno PGE Skrę Bełchatów jak i Jastrzębski Węgiel, z radomskim klubem zajmował 4. miejsce, ale I rundę ukończył na 5. pozycji. W 19. serii spotkań niemiecki przyjmujący otrzymał po raz kolejny statuetkę MVP po wyjazdowym zwycięstwie 3:2 nad AZS Częstochowa. Jednak po słabszej II rundzie jego zespół do play-off przystąpił z 6. miejsca. Przegrywając rywalizację z Jastrzębskim Węglem i Politechniką Warszawską z Czarnymi musiał zadowolić się pojedynkiem o 7. miejsce, który zakończył po 2 zwycięstwach nad Effectorem Kielce. Na ogół w tym sezonie Dirk Westphal okazał się niezastąpiony. Na 109 setów rozegranych przez zespół z Radomia przyjmującego reprezentacji Niemiec zabrakło jedynie w dwóch. Żaden z pozostałych radomskich zawodników nie mógł pochwalić się podobnymi statystykami. Ponadto Niemiec został sklasyfikowany najwyżej z drużyny w rankingu skuteczności najlepiej zagrywającego.

## Reprezentacja Niemiec
Do reprezentacji Niemiec po raz pierwszy powołany został przez Raúla Lozano. W 2009 z drużyną narodową wygrał Ligę Europejską rozgrywaną w Portimão. Po tym, jak zrezygnowano z jego gry w kadrze narodowej z powodu nieporozumień z trenerem, w duecie z Tilem Backhausem rozpoczął udział w turniejach siatkówki plażowej. W tym czasie dwukrotnie ze swoim partnerem zajął 9. miejsce w mistrzostwach Niemiec (2011, 2012) organizowanych w Timmendorfer Strand. W 2013 ogłosił rozbrat z „plażówką”, gdyż chciał skupić się nad rozwojem swojej gry w hali. W tym samym roku został ponownie powołany do reprezentacji przez Vitala Heynena. W 2014 z niemieckim zespołem wywalczył brązowy medal Mistrzostw Świata rozgrywanych w Polsce.

## Sukcesy klubowe
Mistrzostwo Niemiec:
- 2008
- 2006, 2007

Mistrzostwo Belgii:
- 2013
- 2012

Puchar Belgii:
- 2013

## Sukcesy reprezentacyjne
Liga Europejska:
- 2009

Mistrzostwa Świata:
- 2014